# Czernica (okres Vratislav)
Czernica (německy Tschirne, v letech 1937–1945 Großbrück) je vesnice v okrese Vratislav v Dolnoslezském vojvodství v Polsku. Je sídlem vesnické gminy  Czernica. Leží přibližně 15 km jihovýchodně od Vratislavi.